# Edward Thorndike
Edward Lee Thorndike  (Williamsburg, 31 de agosto de 1874-Montrose, 9 de agosto de 1949) fue un psicólogo y pedagogo estadounidense, considerado un antecesor de la psicología conductista estadounidense. Sus principales aportaciones fueron el aprendizaje por ensayo/error y la ley del efecto. Sus estudios sobre la conducta animal le permitieron desarrollar la teoría del conexionismo.

## Datos biográficos
Nació en 1874 en una familia protestante de confesión metodista; fue el segundo hijo de Edward Roberts Thorndike y Abbie Ladd Thorndike (su padre era pastor de una de estas iglesias), que hizo de la disciplina y la austeridad el signo de los primeros años de su vida. Thorndike fue uno de los primeros psicólogos que recibió su educación completamente en los Estados Unidos. En 1891, ingresó a la Universidad Wesleyana de Connecticut, de la que se graduó en 1895.
Pasó luego a la Universidad de Harvard, donde tuvo como maestro a William James. Sus investigaciones con polluelos las hizo en el mismo sótano de James. En principio, se interesó por la comunicación mediante gestos inconscientes (debido a la información que le llegó sobre un caballo que realizaba operaciones aritméticas). Trabajó luego como tutor en la Universidad de Columbia, en Nueva York, donde se doctoró en 1898. Se casó el 29 de agosto de 1900, con Elizabeth Moulton. Fue padre de cinco hijos, de los que solamente uno se dedicó a la Psicología Educativa y se especializó en Psicometría.
Continuó dando clases en Columbia hasta su jubilación en 1941. Murió en 1949.

## Contribuciones
Su contribución más importante es la formulación de la llamada ley del efecto, a partir de los estudios que realizó con gatos en cajas-problema de las que debían escapar. La ley del efecto explicará la teoría de Skinner del condicionamiento operante.
Edward L. Thorndike fue profesor de psicología durante más de treinta años en el Teachers College de la Universidad de Columbia, Estados Unidos. Lo que más atrajo su interés fue la teoría del aprendizaje, y se cuenta entre los importantes precursores del conductismo. Watson se fundó en gran parte en la obra de Thorndike y en la de Iván Pávlov. El interés de Thorndike por la psicología apareció después de un curso en la Universidad de Harvard donde tuvo de profesor a William James. Los primeros experimentos de Thorndike sobre el aprendizaje, en que los sujetos experimentales eran pollitos, fueron realizados justamente en el sótano de la casa de James, para deleite de los hijos de éste. Las numerosas fábulas y relatos tradicionales que cuentan maravillas de la inteligencia de los animales no impresionaban a Thorndike, quien por el contrario sostenía que nadie se había ocupado de describir la estupidez animal. "Por cada perro que encuentra el camino de regreso al hogar -decía-, hay quizás un centenar que se pierden." Sostenía Thorndike que los animales no razonan ni avanzan en la resolución de problemas mediante súbitos estallidos de introvisión, sino que aprenden de una manera más o menos mecánica, partiendo de un método de ensayo y error. Las conductas que les resultan fructíferas y gratificantes se "imprimen" en el sistema nervioso.
Según Thorndike, el aprendizaje se compone de una serie de conexiones entre un estímulo y una respuesta, que se fortalecen cada vez que generan un estado de cosas satisfactorio para el organismo. Esta teoría suministró las bases sobre las que luego Burrhus Frederic Skinner construyó todo su edificio acerca del condicionamiento operante.
Más adelante, Thorndike aplicó sus métodos para el adiestramiento de animales a niños y jóvenes, con éxito considerable, y llegó a tener grandes predicamentos dentro del campo de la psicología educativa.
Los experimentos de Thorndike muestran dos factores importantes del condicionamiento operante. El primero es la respuesta operante, se realiza cuando se escoge una respuesta en particular (respuesta operante) entre varias conductas y después nos enfocamos en observarla y modificarla.
El segundo elemento es la consecuencia que acompaña a la conducta, es decir, lo que se conoce como reforzamiento. Un reforzamiento es una acción (consecuencia) que tiene como objetivo aumentar la probabilidad de que una conducta se repita.
Para Thorndike el uso del reforzamiento es de suma importancia, ello se refleja en su ley del efecto que dice: “En igualdad de circunstancias, las respuestas que se acompañan o son seguidas inmediatamente por satisfacción tenderán más a repetirse; las que se acompañan o que son seguidas inmediatamente por malestar tendrán menos probabilidad de ocurrir”.

## Influencia de Thorndike
Thorndike contribuyó en gran medida a la psicología. Su influencia en los psicólogos de animales, especialmente en los que se centraron en la plasticidad del comportamiento, contribuyó en gran medida al futuro de ese campo. Además de ayudar a allanar el camino hacia el conductismo, su contribución a la medición influyó en la filosofía, la administración y la práctica de la educación, la administración militar, la administración del personal industrial, la administración pública y muchos servicios sociales públicos y privados. Thorndike influyó en muchas escuelas de psicología, ya que los psicólogos de la Gestalt, los psicólogos que estudian el reflejo condicionado y los psicólogos conductistas estudiaron las investigaciones de Thorndike como punto de partida. Thorndike fue contemporáneo de John B. Watson e Ivan Pavlov. Sin embargo, a diferencia de Watson, Thorndike introdujo el concepto de refuerzo.
Thorndike fue el primero en aplicar los principios psicológicos al área del aprendizaje. Sus investigaciones condujeron a muchas teorías y leyes del aprendizaje. Su teoría del aprendizaje, especialmente la ley del efecto, se considera con mayor frecuencia como su mayor logro. En 1929, Thorndike abordó su primera teoría del aprendizaje, y afirmó que se había equivocado. Tras nuevas investigaciones, se vio obligado a desechar por completo su ley del ejercicio, porque descubrió que la práctica por sí sola no reforzaba una asociación, y que el tiempo por sí solo no debilitaba una asociación. También se deshizo de la mitad de la ley del efecto, después de descubrir que un estado satisfactorio de las cosas fortalece una asociación, pero el castigo no es eficaz para modificar la conducta. Puso un gran énfasis en las consecuencias de la conducta como establecimiento de la base de lo que se aprende y lo que no. Su trabajo representa la transición de la escuela del funcionalismo al conductismo, y permitió a la psicología centrarse en la teoría del aprendizaje. El trabajo de Thorndike acabaría siendo una gran influencia para B.F. Skinner y Clark Hull. Skinner, al igual que Thorndike, ponía a los animales en cajas y los observaba para ver lo que eran capaces de aprender.
Las teorías del aprendizaje de Thorndike y de Pavlov fueron sintetizadas posteriormente por Clark Hull. Su trabajo sobre la motivación y la formación de actitudes influyó directamente en los estudios sobre la naturaleza humana, así como sobre el orden social. La investigación de Thorndike impulsó la psicología comparada durante cincuenta años, e influyó en innumerables psicólogos durante ese periodo de tiempo, e incluso hoy en día.

## Opiniones sobre la eugenesia
Thorndike apoyaba la eugenesia. Argumentaba que la selección genética puede modificar la capacidad del hombre de aprender, de mantenerse sano, de buscar la justicia o de ser feliz. "No hay manera más cierta y económica de mejorar el entorno del hombre que mejorar su naturaleza."

## Creencias sobre la conducta de las mujeres
A diferencia de otros conductistas posteriores, como John Watson, que ponía un énfasis muy fuerte en el impacto de las influencias ambientales en la conducta, Thorndike creía que las diferencias en el comportamiento parental de hombres y mujeres se debían a razones biológicas, más que culturales. Aunque admite que la sociedad puede "complicar o deformar"  lo que él creía que eran diferencias innatas, creía que "si nosotros [los investigadores] mantuviéramos el entorno de los niños y las niñas absolutamente similar, estos instintos producirían diferencias seguras e importantes entre las actividades mentales y morales de los niños y las niñas". De hecho, el propio Watson criticó abiertamente la idea de los instintos maternos en los seres humanos en un informe sobre sus observaciones de madres primerizas que luchaban por amamantar. Watson argumentó que los mismos comportamientos a los que Thorndike se refería como resultado de un "instinto de lactancia" provenían de "tendencias irracionales a acariciar, mimar y 'hacer por' los demás," fueron realizadas con dificultad por las madres primerizas y, por tanto, deben haber sido aprendidas, mientras que "los factores instintivos son prácticamente nulos".
Las creencias de Thorndike sobre las diferencias innatas entre los pensamientos y el comportamiento de hombres y mujeres incluían argumentos misóginos y pseudocientíficos sobre el papel de la mujer en la sociedad. Por ejemplo, junto con el "instinto de lactancia", Thorndike hablaba del instinto de "sumisión al dominio", escribiendo: "Las mujeres en general son, pues, por naturaleza original, sumisas a los hombres en general". Aunque estas opiniones carecen de pruebas que las corroboren, tales creencias eran habituales durante esta época y, en muchos casos, servían para justificar los prejuicios contra las mujeres en el mundo académico (incluido el ingreso en programas de doctorado, laboratorios psicológicos y sociedades científicas).

## Oposición a Thorndike
A causa de sus "ideales racistas, sexistas y antisemítas", durante las protestas sobre el asunto George Floyd de 2020, el Board of Trustees del Teachers College de la Universidad de Columbia votó unánimemente eliminar su nombre del hasta entonces denominado Thorndike Hall.

## Publicaciones
Su libro Educational Psychology (Psicología educacional o Psicología educativa) se publicó en 1903, y al año siguiente se le concedió el grado de profesor titular. Otro de sus influyentes libros fue Introduction to the Theory of Mental and Social Measurements (Introducción a la teoría de las mediciones mentales y sociales), de 1904. En la actualidad se reconoce a Thorndike como una figura señera en los comienzos del desarrollo de las pruebas psicológicas.

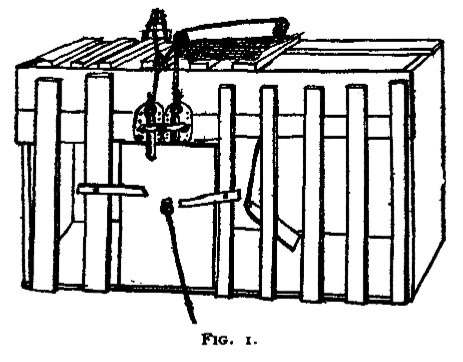
El dispositivo original de Thorndike utilizado en sus experimentos tal como aparece en Animal Intelligence (Junio de 1898).

### Obras
- Educational Psychology, (1903).
- Introduction to the Theory of Mental and Social Measurements, (1904).
- The Elements of Psychology, (1905).
- Animal Intelligence, (1911).
- The Teacher's Word Book, (1921).
- The Measurement of Intelligence, (1927).
- A Teacher's Word Book of the Twenty Thousand Words Found Most Frequently and Widely in General Reading for Children and Young People, (1932).
- The Fundamentals of Learning, (1932).
- The Psychology of Wants, Interests, and Attitudes, (1935).
- The Teacher's Word Book of 30,000 Words (en colaboración con Irving Lorge), (1944).

### Selección de artículos publicados
| - "Some Experiments on Animal Intelligence," Science, Vol. VII, January/June, 1898. - "Do Fishes Remember?," Science, New Series, Vol. 11, n.º 268, 16 de febrero de 1900. - "Mental Fatigue," The Psychological Review, Vol. VII, 1900. - "Judgements of Magnitude by Comparison with a Mental Standard," with R. S. Woodworth, The Psychological Review, Vol. VII, 1900. - "Adaptation in Vision," Science, New Series, Vol. 14, n.º 345, 9 de agosto de 1901. - "Psychology in Secondary Schools," The School Review, Vol. 10, n.º 2, February 1902. - "The Careers of Scholarly Men in America," The Century Magazine, May 1903. - "Measurement of Twins," The Journal of Philosophy, Psychology and Scientific Methods, Vol. 2, n.º 20, 28 de septiembre de 1905. - "An Empirical Study of College Entrance Examinations," Science, New Series, Vol. 23, n.º 596, 1 de junio de 1906. - "Sex and Education," The Bookman, Vol. XXIII, March/August 1906. - "Education," The Bookman, October 1906. - "The Mental Antecedents of Voluntary Movements," The Journal of Philosophy, Psychology and Scientific Methods, Vol. 4, n.º 2, 17 de enero de 1907. - "On the Function of Visual Images," The Journal of Philosophy, Psychology and Scientific Methods, Vol. 4, n.º 12, 6 de junio de 1907. - "The Effect of Practice in the Case of a Purely Intellectual Function," The American Journal of Psychology, Vol. 19, n.º 3, July 1908. | - "A Note on the Specialization of Mental Functions with Varying Content," The Journal of Philosophy, Psychology and Scientific Methods, Vol. 6, n.º 9, 29 de abril de 1909. - "Collegiate Instruction," Science, New Series, Vol. 31, n.º 794, 18 de marzo de 1910. - "Repeaters in the Upper Grammar Grades," The Elementary School Teacher, Vol. 10, n.º 9, May, 1910. - "The Relation between Memory for Words and Memory for Numbers, and the Relation between Memory over Short and Memory over Long Intervals," The American Journal of Psychology, Vol. 21, n.º 3, July 1910. - "Practice in the Case of Addition," The American Journal of Psychology, Vol. 21, n.º 3, July 1910. - "Testing the Results of the Teaching of Science," The Mathematics Teacher, Vol. 3, n.º 4, June 1911. - "A Scale for Measuring the Merit of English Writing," Science, New Series, Vol. 33, n.º 859, 16 de junio de 1911. - "The Measurement of Educational Products," The School Review, Vol. 20, n.º 5, May, 1912. - "Educational Diagnosis," Science, New Series, Vol. 37, n.º 943, 24 de enero de 1913. - "Notes on the Significance and Use of the Hillegas Scale for Measuring the Quality of English Composition," The English Journal, Vol. 2, n.º 9, November 1913. - "An Experiment in Grading Problems in Algebra," The Mathematics Teacher, Vol. 6, n.º 3, March 1914. - "The Failure of Equalizing Opportunity to Reduce Individual Differences," Science, New Series, Vol. 40, n.º 20 de noviembre de 1038, 1914. - "The Form of the Curve of Practice in the Case of Addition," The American Journal of Psychology, Vol. 26, n.º 2, April 1915. | - "The Resemblance of Young Twins in Handwriting," The American Naturalist, Vol. 49, n.º 582, June 1915. - "Notes on Practice, Improvability, and the Curve of Work," The American Journal of Psychology, Vol. 27, n.º 4, October 1916. - "On the Function of Visual Imagery and its Measurement from Individual Reports," The Journal of Philosophy, Psychology and Scientific Methods, Vol. 14, n.º 14, 5 de julio de 1917. - "The Understanding of Sentences: A Study of Errors in Reading," The Elementary School Journal, Vol. 18, n.º 2, October 1917. - "Reliability and Significance of Tests of Intelligence," The Journal of Educational Psychology, Vol. XI, 1920. - "The Psychology of the Equation," The Mathematics Teacher, Vol. 15, n.º 3, March 1922. - "A Note on the Failure of Educated Persons to Understand Simple Geometrical Facts," The Mathematics Teacher, Vol. 14, n.º 8, December 1921. - "The Psychology of Problem Solving," Part II, The Mathematics Teacher, Vol. 15, n.º 4, April, 1922; Vol. 15, n.º 5, May 1922. - "The Nature of Algebraic Abilities," Part II, The Mathematics Teacher, Vol. 15, n.º 1, January 1922; Vol. 15, n.º 2, February 1922. - "The Strength of the Mental Connections Formed in Algebra," The Mathematics Teacher, Vol. 15, n.º 6, October 1922. - "The Constitution of Algebraic Abilities," The Mathematics Teacher, Vol. 15, n.º 7, November 1922. - "The Teachable Age," The Survey, April 1, 1928. |